# Вільшанська сотня
Вільшанська сотня — адміністративно-територіальна та військова одиниця Сумського полку. Сотенний центр — слобода Ольшанка, тепер село Вільшана Недригайлівського району Сумської області.

## Історія
Перша згадка про Вільшану як поселення датується 1609.
Сотня та її територія утворилася наприкінці 1650-х.
Відома участю в Українсько-Московській війні на боці Гетьмана Іоанна Брюховецького 1668 та у Сіверсько-слобідському поході шведського короля Карла XII і гетьмана Іоанна Мазепи.
Ліквідована 1765 у зв'язку з анексією Слобідської України з боку Московщини.

### Вільшанські сотники
- Кисляков Тимофій (? — 1659), отаман;
- Шульга Михайло (бл. сер. XVII ст.);
- Антонов Іван (? — ок. 1677) — сотник наказний;
- Пустовойтов Михайло Іванович (ок.1678 — 1699);
- Галатов Павло (у 1696 р. — колишній сотник);
- Пустовойтов Степан (2 пол. XVII ст.);
- Линицький Степан (ок. 1756 — 11.1757), абшитований поручиком;
- Пустовойтов Іван Іванович — (ок. 1755 або ймовірно 23.11.1757-1765).

### Старшини, урядники й служителі
- Антонов Василь (? — до 1733) — підпрапорний;
- Антонов Антон Васильович (17.03.1759 — 1766) — підпрапорний;
- Пустовойтов Іван Іванович (18.09.1756 — 23.11.1757) — підпрапорний;
- Пустовойтов Іван Іванович (05.05.1750 — 18.09.1756) — сотенний хорунжий;
- Дроботов Клим (ок. 1678-?) — городовий отаман;
- Наливайко Іван (ок. 1678-?) — війт сл. Вільшана.